# Filmjahr 1946
Liste der Filmjahre

◄◄ | ◄ | 1942 | 1943 | 1944 | 1945 | Filmjahr 1946 | 1947 | 1948 | 1949 | 1950 | ► | ►►

Weitere Ereignisse

## Ereignisse
- 19. Februar: Die erste Ausgabe der ostdeutschen DEFA-Wochenschau Der Augenzeuge kommt in die Kinos.
- 17. Mai: In Potsdam-Babelsberg wird die Deutsche Film AG (DEFA), das volkseigene Filmstudio der Deutschen Demokratischen Republik, gegründet.
- 16. September: Artur Brauner gründet die CCC-Film.
- 20. September: Die 1. Internationalen Filmfestspiele von Cannes werden eröffnet.
- 15. Oktober: Uraufführung von Die Mörder sind unter uns (Regie: Wolfgang Staudte) im Ost-Berliner Admiralspalast. Diese DEFA-Produktion gilt als erster deutscher Nachkriegsfilm. In der Bundesrepublik Deutschland war er erst im Jahr 1971 zu sehen.
- 18. Oktober: Der im Auftrag von Kimberly-Clark hergestellte Walt-Disney-Lehrfilm The Story of Menstruation hat seine Uraufführung vor ausgewähltem Lehrpersonal.
- 20. Dezember: In New York wird Frank Capras Film Ist das Leben nicht schön? uraufgeführt.

- Der Filmkritiker Nino Frank prägt in einem Aufsatz für die französische Filmzeitschrift L’écran français den Begriff Film Noir.

## Erfolgreichste Filme

### Top 10 in den USA
Die zehn erfolgreichsten Filme an den US-amerikanischen Kinokassen nach Einspielergebnis.
| Platz | Filmtitel                   | Einspielergebnis in US-Dollar |       |
| ----- | --------------------------- | ----------------------------- | ----- |
| 1.    | The Best Years of Our Lives | 10.170.000                    | [ 1 ] |
| 2.    | Duel in the Sun             | 8.700.000                     | [ 1 ] |
| 3.    | The Jolson Story            | 7.600.000                     | [ 2 ] |
| 4.    | Blue Skies                  | 5.700.000                     | [ 2 ] |
| 5.    | Saratoga Trunk              | 5.148.000                     | [ 3 ] |
| 6.    | The Outlaw *                | 5.075.000                     | [ 4 ] |
| 7.    | The Razor's Edge            | 5.000.000                     | [ 2 ] |
| 8.    | Night and Day               | 4.990.000                     | [ 3 ] |
| 9.    | Notorious                   | 4.850.000                     | [ 5 ] |
| 10.   | The Yearling                | 4.768.000                     | [ 6 ] |

## Filmpreise

### Academy Awards
Am 7. März findet die Oscarverleihung in Grauman’s Chinese Theatre in Los Angeles statt. Moderatoren sind Bob Hope und James Stewart.
- Bester Film: Das verlorene Wochenende von Billy Wilder
- Bester Hauptdarsteller: Ray Milland in Das verlorene Wochenende
- Beste Hauptdarstellerin: Joan Crawford in Solange ein Herz schlägt
- Bester Regisseur: Billy Wilder für Das verlorene Wochenende
- Bester Nebendarsteller: James Dunn in A Tree Grows in Brooklyn
- Beste Nebendarstellerin: Anne Revere in Kleines Mädchen, großes Herz
- Beste Musik: Miklós Rózsa für Ich kämpfe um dich

Vollständige Liste der Preisträger

### Golden Globe Award
Am 30. März werden im Hollywood Knickerbocker Club in Los Angeles die Golden Globe verliehen:
- Bestes Drama: Das verlorene Wochenende von Billy Wilder
- Bester Schauspieler: Ray Milland in Das verlorene Wochenende
- Beste Schauspielerin: Ingrid Bergman in Die Glocken von St. Mary's
- Bester Nebendarsteller: J. Carrol Naish in A Medal for Benny
- Beste Nebendarstellerin: Angela Lansbury in Das Bildnis des Dorian Gray
- Bester Regisseur: Billy Wilder für Das verlorene Wochenende

### Filmfestspiele von Venedig
Das Filmfestival von Venedig fand zum ersten Mal nach dem Zweiten Weltkrieg vom 31. August bis zum 15. September wieder statt. Jedoch wurden noch keine Preise verliehen.

### Internationale Filmfestspiele von Cannes 1946
Das Filmfestival von Cannes sollte bereits 1939 das erste Mal stattfinden. Es kam jedoch aufgrund der politischen Situation im Vorfeld des Zweiten Weltkriegs nicht zur Durchführung. In diesem Jahr findet das erste Festival vom 20. September bis zum 5. Oktober statt. Eine internationale Jury wählte folgende Preisträger aus:
- Internationaler Jury-Preis: La bataille du rail von René Clément
- Bester Schauspieler: Ray Milland für Das verlorene Wochenende
- Beste Schauspielerin: Michèle Morgan für La Symphonie pastorale
- Bester Regisseur: René Clément für La bataille du rail
- Internationaler Friedenspreis: Die letzte Chance von Leopold Lindtberg

### New York Film Critics Circle Award
- Bester Film: Die besten Jahre unseres Lebens von William Wyler
- Beste Regie: William Wyler für Die besten Jahre unseres Lebens
- Bester Hauptdarsteller: Laurence Olivier in Heinrich V.
- Beste Hauptdarstellerin: Celia Johnson in Begegnung
- Bester ausländischer Film: Rom, offene Stadt von Roberto Rossellini

### Weitere Filmpreise und Auszeichnungen
- Louis-Delluc-Preis: Es war einmal von Jean Cocteau
- National Board of Review: Heinrich V. von Laurence Olivier (Bester Film), Rom, offene Stadt von Roberto Rossellini (Bester fremdsprachiger Film), Die besten Jahre unseres Lebens von William Wyler (Beste Regie), Laurence Olivier in Heinrich V. (Bester Hauptdarsteller), Anna Magnani in Rom, offene Stadt (Bester Hauptdarstellerin)
- Photoplay Award: Die Glocken von St. Marien von Leo McCarey (Bester Film), Bing Crosby (populärster männlicher Star), Ingrid Bergman (populärster weiblicher Star)

## Geburtstage

### Januar bis März
Januar

Diane Keaton (* 5. Januar)

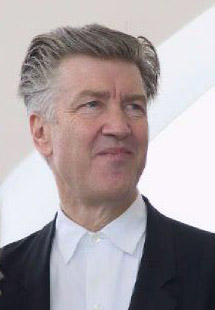
David Lynch (* 20. Januar)

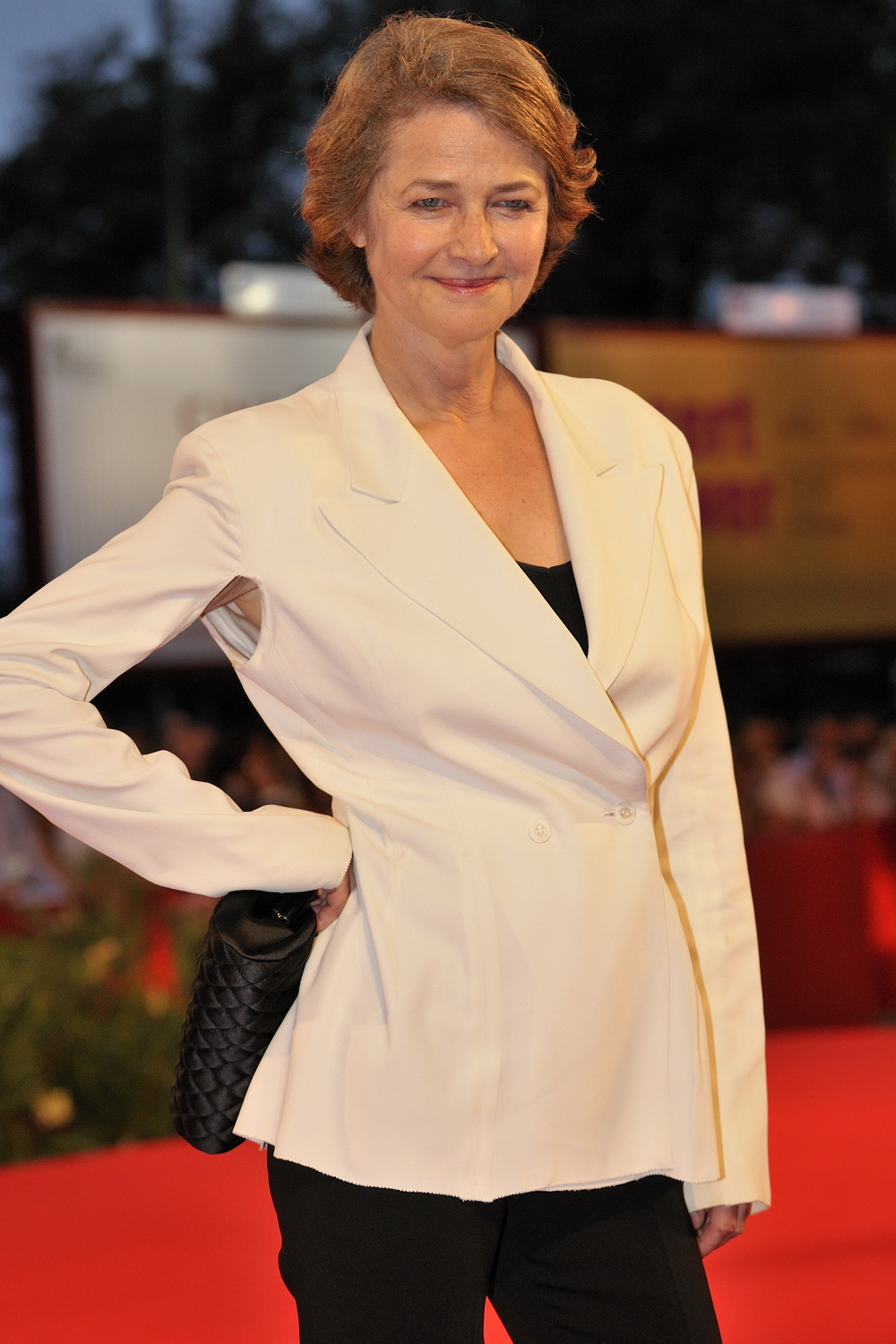
Charlotte Rampling (* 5. Februar)

- 01. Januar: Rick Hurst, US-amerikanischer Schauspieler († 2025)
- 05. Januar: Diane Keaton, US-amerikanische Schauspielerin
- 06. Januar: Cheng Pei-pei, chinesische Schauspielerin († 2024)
- 10. Januar: Georges Beller, französischer Schauspieler
- 16. Januar: Kabir Bedi, indischer Schauspieler
- 19. Januar: Dolly Parton, US-amerikanische Schauspielerin und Sängerin
- 20. Januar: David Lynch, US-amerikanischer Schauspieler, Drehbuchautor und Regisseur († 2025)
- 25. Januar: Richard Poe, US-amerikanischer Schauspieler
- 26. Januar: Michel Delpech, französischer Sänger, Komponist und Schauspieler († 2016)
- 26. Januar: Christopher Hampton, britischer Drehbuchautor und Regisseur
- 27. Januar: Jürg Löw, schweizerischer Schauspieler
- 30. Januar: Edward C. Kurtz, Jr., US-amerikanischer Dokumentarfilmer († 2013)

Februar
- 01. Februar: Elisabeth Sladen, britische Schauspielerin († 2011)
- 05. Februar: Charlotte Rampling, britische Schauspielerin
- 07. Februar: Héctor Babenco, argentinisch-brasilianischer Regisseur († 2016)
- 11. Februar: Pierre Curzi, kanadischer Schauspieler
- 14. Februar: Gregory Hines, US-amerikanischer Schauspieler († 2003)
- 14. Februar: Tina Aumont, französische Schauspielerin († 2006)
- 15. Februar: Marisa Berenson, US-amerikanische Schauspielerin
- 15. Februar: John Trudell, US-amerikanischer Musiker und Schauspieler († 2015)
- 16. Februar: Pete Postlethwaite, britischer Schauspieler († 2011)
- 17. Februar: André Dussollier, französischer Schauspieler
- 18. Februar: Jean-Claude Dreyfus, französischer Schauspieler
- 19. Februar: Luis Puenzo, argentinischer Regisseur
- 19. Februar: David Slama, deutscher Kameramann († 2020)
- 20. Februar: Brenda Blethyn, britische Schauspielerin
- 21. Februar: Tyne Daly, US-amerikanische Schauspielerin
- 21. Februar: Anthony Daniels, britischer Schauspieler
- 21. Februar: Alan Rickman, britischer Schauspieler († 2016)
- 24. Februar: Barry Bostwick, US-amerikanischer Schauspieler
- 24. Februar: Michael Radford, britischer Regisseur
- 25. Februar: Roland Hemmo, deutscher Synchronsprecher und Schauspieler
- 28. Februar: Ludwig Hirsch, österreichischer Schauspieler († 2011)

März
- 01. März: Lana Wood, US-amerikanische Schauspielerin
- 07. März: Michael Chaplin, US-amerikanischer Schauspieler
- 07. März: John Heard, US-amerikanischer Schauspieler († 2017)
- 12. März: Dean Cundey, US-amerikanischer Kameramann
- 12. März: Liza Minnelli, US-amerikanische Schauspielerin und Sängerin
- 14. März: Steve Kanaly, US-amerikanischer Schauspieler
- 19. März: Bigas Luna, spanischer Regisseur und Drehbuchautor († 2013)
- 21. März: Timothy Dalton, britischer Schauspieler
- 24. März: Colin Petersen, australischer Schauspieler und Musiker († 2024)
- 29. März: Paul Herman, US-amerikanischer Schauspieler († 2022)

### April bis Juni
April
- 02. April: Lajos Koltai, ungarischer Kameramann
- 03. April: Marisa Paredes, spanische Schauspielerin († 2024)
- 05. April: Jane Asher, britische Schauspielerin
- 05. April: Björn Granath, schwedischer Schauspieler († 2017)
- 07. April: Stan Winston, US-amerikanischer Maskenbildner († 2008)
- 08. April: Tim Thomerson, US-amerikanischer Schauspieler
- 10. April: Adolf Winkelmann, deutscher Regisseur
- 12. April: Ed O’Neill, US-amerikanischer Schauspieler
- 16. April: Catherine Allégret, französische Schauspielerin
- 18. April: Jean-François Balmer, französischer Schauspieler
- 19. April: Tim Curry, britischer Schauspieler
- 21. April: Xaver Schwarzenberger, österreichischer Kameramann und Regisseur
- 22. April: Nicole Garcia, französische Schauspielerin
- 22. April: John Waters, US-amerikanischer Regisseur
- 23. April: Blair Brown, US-amerikanische Schauspielerin
- 25. April: Andrzej Seweryn, polnischer Schauspieler
- 25. April: Talia Shire, US-amerikanische Schauspielerin
- 29. April: Wayne Robson, kanadischer Schauspieler († 2011)
- 29. April: Franc Roddam, britischer Regisseur
- 30. April: Lothar Kuhn, deutscher Szenenbildner und Filmarchitekt († 2017)
- 30. April: Bill Plympton, US-amerikanischer Animator und Regisseur

Mai
- 01. Mai: Joanna Lumley, britische Schauspielerin
- 01. Mai: Arthur Max, US-amerikanischer Szenenbildner
- 01. Mai: John Woo, chinesisch-amerikanischer Regisseur
- 02. Mai: Bruce Robinson, britischer Schauspieler, Drehbuchautor und Regisseur
- 02. Mai: David Suchet, britischer Schauspieler
- 04. Mai: Enrico Oldoini, italienischer Drehbuchautor und Filmregisseur († 2023)
- 09. Mai: Candice Bergen, US-amerikanische Schauspielerin
- 13. Mai: Tim Pigott-Smith, britischer Schauspieler († 2017)
- 14. Mai: Joseph Zito, US-amerikanischer Regisseur und Produzent
- 19. Mai: Michele Placido, italienischer Schauspieler
- 20. Mai: Cher, US-amerikanische Sängerin und Schauspielerin
- 27. Mai: Lewis Collins, britischer Schauspieler († 2013)

Juni
- 02. Juni: Lasse Hallström, schwedischer Regisseur und Drehbuchautor
- 04. Juni: Rosemarie Heinikel, deutsche Schauspielerin (Rosy Rosy) († 2023)
- 05. Juni: John Bach, walisischer Schauspieler
- 05. Juni: Volker Eckstein, deutscher Schauspieler († 1993)
- 05. Juni: Stefania Sandrelli, italienische Schauspielerin
- 09. Juni: Joachim Höppner, deutscher Schauspieler, Regisseur und Synchronsprecher († 2006)
- 13. Juni: Geoff Murphy, neuseeländischer Regisseur († 2018)
- 15. Juni: Brigitte Fossey, französische Schauspielerin
- 20. Juni: Tony Aitken, britischer Schauspieler
- 22. Juni: Andrew Rubin, US-amerikanischer Schauspieler († 2015)
- 23. Juni: Ted Shackelford, US-amerikanischer Schauspieler
- 24. Juni: Johann Adam Oest, deutscher Schauspieler († 2019)
- 28. Juni: Bruce Davison, US-amerikanischer Schauspieler
- 29. Juni: Gitte Hænning, dänische Sängerin und Schauspielerin

### Juli bis September
Juli

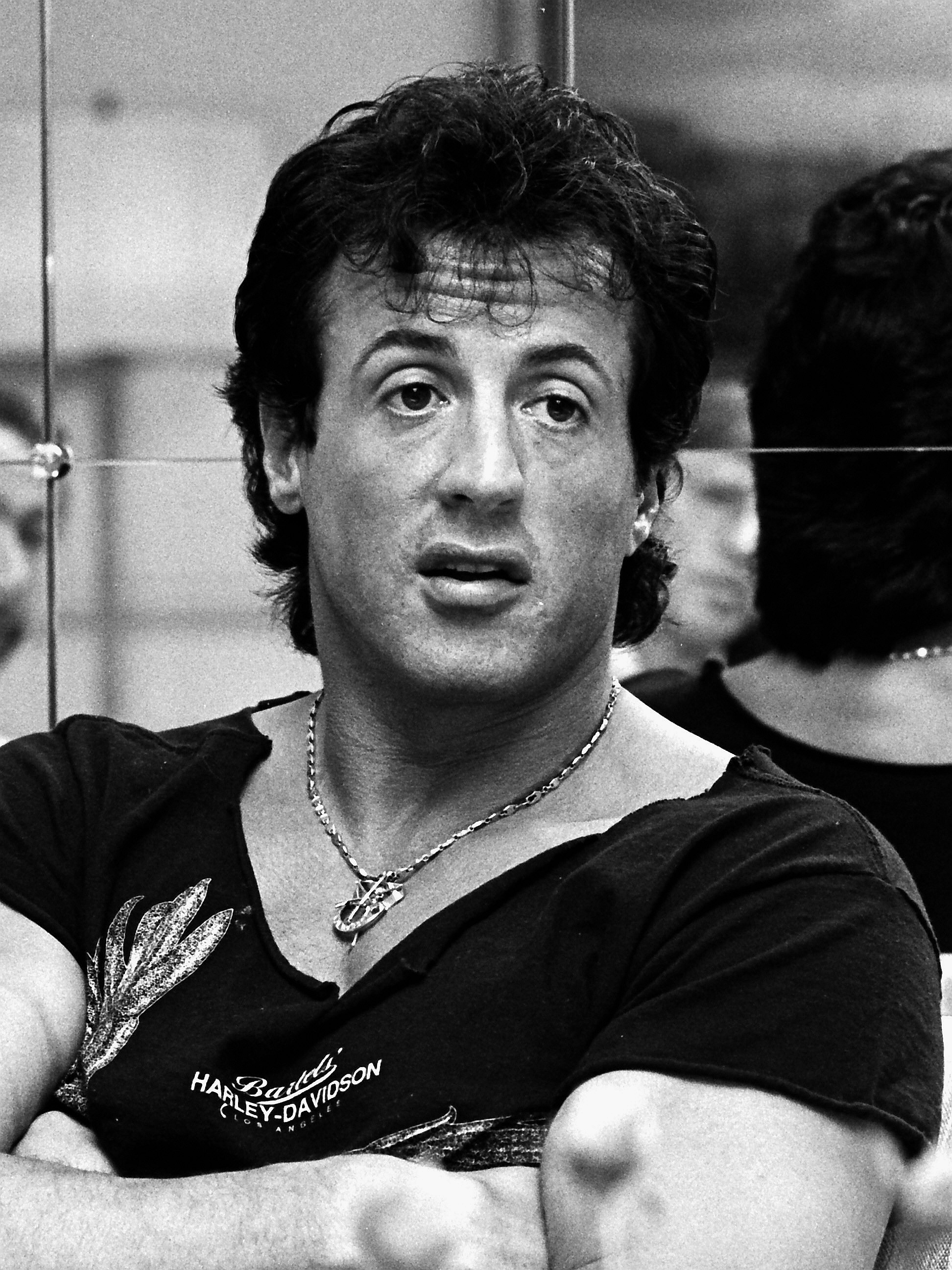
Sylvester Stallone (* 6. Juli)

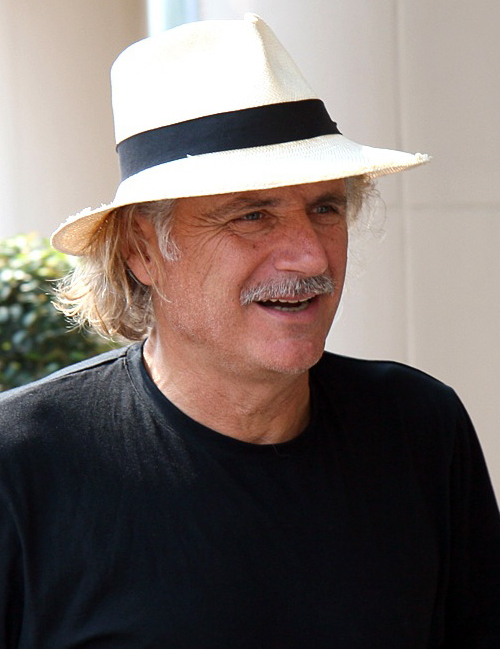
Rade Šerbedžija (* 27. Juli)

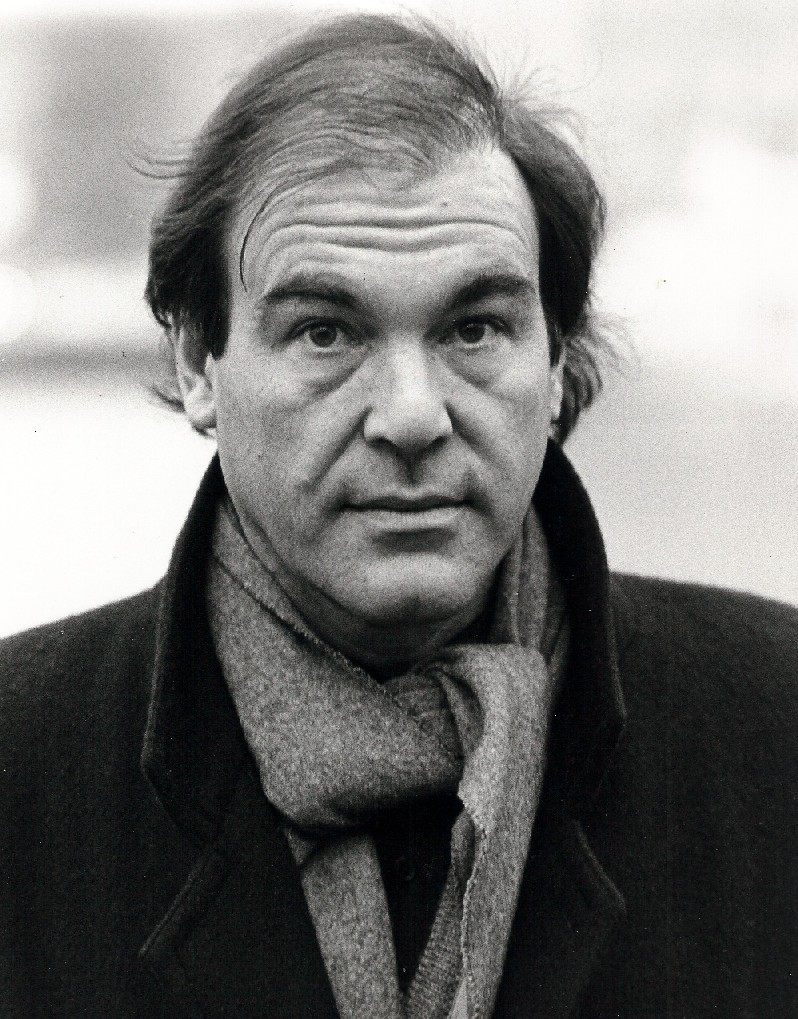
Oliver Stone (* 15. September)

- 01. Juli: Stefan Aust, deutscher Journalist und Dokumentarfilmer
- 02. Juli: Ricky Bruch, schwedischer Schauspieler († 2011)
- 02. Juli: Ron Silver, US-amerikanischer Schauspieler († 2009)
- 06. Juli: Sylvester Stallone, US-amerikanischer Schauspieler
- 07. Juli: Joe Spano, US-amerikanischer Schauspieler
- 08. Juli: Jay Chattaway, US-amerikanischer Komponist
- 10. Juli: Sue Lyon, US-amerikanische Schauspielerin († 2019)
- 13. Juli: Cheech Marin, US-amerikanischer Schauspieler
- 13. Juli: Oscar Orefici, italienischer Filmemacher († 2014)
- 14. Juli: Vincent Pastore, US-amerikanischer Schauspieler
- 15. Juli: Achim Mentzel, deutscher Musiker und Schauspieler († 2016)
- 16. Juli: Richard LeParmentier, US-amerikanischer Schauspieler und Drehbuchautor († 2013)
- 17. Juli: Alun Armstrong, britischer Schauspieler
- 19. Juli: Hans Reffert, deutscher Komponist († 2016)
- 20. Juli: Randal Kleiser, US-amerikanischer Regisseur
- 22. Juli: Danny Glover, US-amerikanischer Schauspieler
- 22. Juli: Paul Schrader, US-amerikanischer Regisseur
- 27. Juli: Rade Šerbedžija, kroatischer Schauspieler
- 29. Juli: Bill Forsyth, britischer Regisseur
- 30. Juli: Barbara Kopple, US-amerikanische Dokumentarfilmerin

August
- 01. August: Peter F. Bringmann, deutscher Regisseur
- 01. August: David Calder, britischer Schauspieler
- 06. August: Peter Simonischek, österreichischer Schauspieler († 2023)
- 09. August: Dore O., deutsche Filmemacherin, Malerin und Fotografin († 2022)
- 14. August: Antonio Fargas, US-amerikanischer Schauspieler
- 14. August: Susan Saint James, US-amerikanische Schauspielerin
- 16. August: Lesley Ann Warren, US-amerikanische Schauspielerin
- 17. August: Serge Moati, französischer Regisseur
- 30. August: Peggy Lipton, US-amerikanische Schauspielerin († 2019)

September
- 05. September: Dennis Dugan, US-amerikanischer Schauspieler und Regisseur
- 05. September: Freddie Mercury, britischer Musiker († 1991)
- 07. September: Olgierd Łukaszewicz, polnischer Schauspieler
- 13. September: Frank Marshall, US-amerikanischer Produzent
- 15. September: Tommy Lee Jones, US-amerikanischer Schauspieler
- 15. September: Oliver Stone, US-amerikanischer Regisseur und Drehbuchautor
- 18. September: Herbert Jefferson, Jr., US-amerikanischer Schauspieler
- 18. September: Vincenzo Tempera, italienischer Komponist
- 21. September: Dolores Schmidinger, österreichische Schauspielerin
- 27. September: François Dunoyer, französischer Schauspieler
- 28. September: Jeffrey Jones, US-amerikanischer Schauspieler
- 30. September: Dan O’Bannon, US-amerikanischer Drehbuchautor und Regisseur († 2009)

### Oktober bis Dezember
Oktober

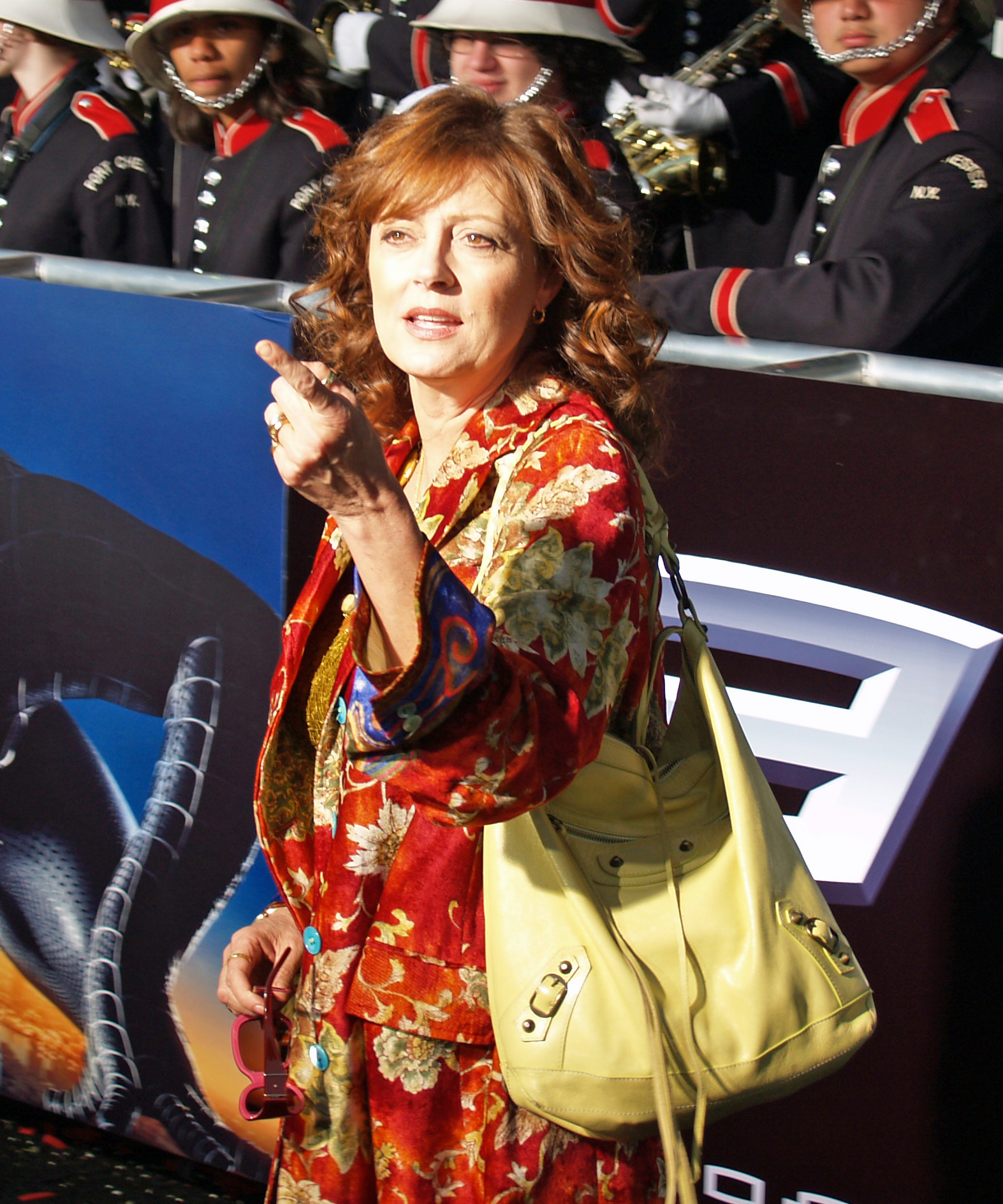
Susan Sarandon (* 4. Oktober)

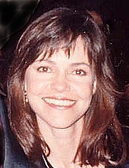
Sally Field (* 6. November)

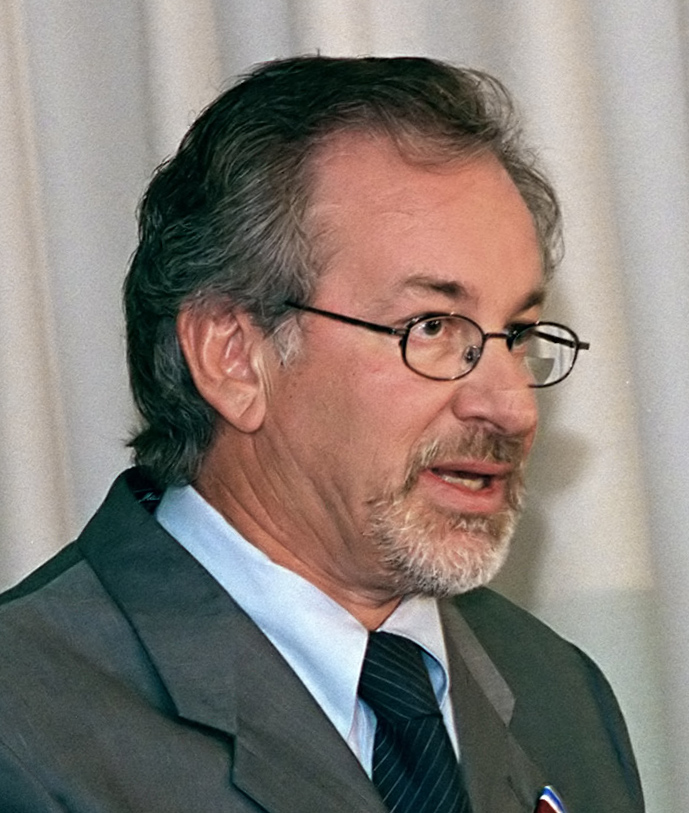
Steven Spielberg (* 18. Dezember)

- 02. Oktober: Marie-Georges Pascal, französische Schauspielerin († 1985)
- 03. Oktober: Sigmar Solbach, deutscher Synchronsprecher und Schauspieler
- 04. Oktober: Susan Sarandon, US-amerikanische Schauspielerin
- 06. Oktober: Vinod Khanna, indischer Schauspieler und Produzent († 2017)
- 08. Oktober: Jean-Jacques Beineix, französischer Regisseur († 2022)
- 10. Oktober: Charles Dance, britischer Schauspieler
- 10. Oktober: Ben Vereen, US-amerikanischer Schauspieler
- 15. Oktober: Victor Banerjee, indischer Schauspieler
- 16. Oktober: Suzanne Somers, US-amerikanische Schauspielerin († 2023)
- 18. Oktober: Howard Shore, kanadischer Komponist
- 19. Oktober: J. S. Cardone, US-amerikanischer Regisseur und Drehbuchautor
- 26. Oktober: Holly Woodlawn, US-amerikanische Schauspielerin († 2015)
- 27. Oktober: Ivan Reitman, US-amerikanischer Regisseur († 2022)
- 31. Oktober: Stephen Rea, irischer Schauspieler
- 31. Oktober: Liliana Nelska, österreichische Schauspielerin

November
- 01. November: Dennis Muren, US-amerikanischer Spezialeffektkünstler
- 03. November: Tom Savini, US-amerikanischer Make-up-Künstler
- 06. November: Sally Field, US-amerikanische Schauspielerin
- 07. November: Daniela Giordano, italienische Schauspielerin († 2022)
- 12. November: Leopold Gmeinwieser, deutscher Schauspieler
- 14. November: Sacheen Littlefeather, US-amerikanische Schauspielerin und indianische Aktivistin († 2022)
- 26. November: Mark L. Lester, US-amerikanischer Regisseur
- 28. November: Joe Dante, US-amerikanischer Regisseur

Dezember
- 06. Dezember: Christian Steyer, deutscher Schauspieler, Sprecher und Komponist
- 07. Dezember: Rosalind Ayres, britische Schauspielerin
- 08. Dezember: Sharmila Tagore, indische Schauspieler
- 08. Dezember: John Rubinstein, US-amerikanischer Schauspieler und Komponist
- 10. Dezember: Catherine Hiegel, französische Schauspielerin
- 12. Dezember: Paula Wagner, US-amerikanische Produzentin
- 14. Dezember: Jane Birkin, britische Schauspielerin († 2023)
- 14. Dezember: Patty Duke, US-amerikanische Schauspielerin
- 16. Dezember: Terence Knox, US-amerikanischer Schauspieler
- 16. Dezember: Tom Stern, US-amerikanischer Kameramann
- 17. Dezember: Eugene Levy, US-amerikanischer Schauspieler
- 18. Dezember: Steven Spielberg, US-amerikanischer Regisseur und Produzent
- 19. Dezember: Robert Urich, US-amerikanischer Schauspieler († 2002)
- 22. Dezember: Robert van Ackeren, deutscher Regisseur
- 28. Dezember: Werner Faulstich, deutscher Medienwissenschaftler

## Verstorbene

### Januar bis Juni
- 13. Januar: Joe Keaton, US-amerikanischer Schauspieler (* 1867)
- 27. Januar: Elfriede Datzig, österreichische Schauspielerin (* 1922)

- 05. Februar: George Arliss, britischer Schauspieler (* 1868)
- 08. Februar: Miles Mander, britischer Schauspieler, Regisseur, Drehbuchautor und Produzent (* 1888)
- 17. Februar: Dorothy Gibson, US-amerikanische Schauspielerin (* 1889)
- 21. Februar: Gerhard Dammann, deutscher Schauspieler (* 1883)

- 01. April: Noah Beery senior, US-amerikanischer Schauspieler (* 1884)
- 15. April: Werner Hochbaum, deutscher Regisseur (* 1899)
- 22. April: Lionel Atwill, britischer Schauspieler (* 1885)

- 01. Mai: Phil Jutzi, deutscher Regisseur (* 1896)
- 08. Mai: Karl Etlinger, deutscher Schauspieler (* 1879)

- 01. Juni: Leo Slezak, österreichischer Schauspieler (* 1873)
- 06. Juni: Wilfried Basse, deutscher Dokumentarfilmer und Kameramann (* 1899)
- 13. Juni: Theodor Sparkuhl, deutscher Kameramann (* 1894)
- 23. Juni: William S. Hart, US-amerikanischer Schauspieler und Regisseur (* 1864)
- 28. Juni: Antoinette Perry, US-amerikanische Schauspielerin (* 1888)

### Juli bis Dezember
- 26. August: Jeanie Macpherson, US-amerikanische Drehbuchautorin (* 1887)

- 12. September: Frida Richard, österreichische Schauspielerin (* 1873)
- 21. September: Olga Engl, deutsche Schauspielerin (* 1871)
- 26. September: Heinrich George, deutscher Schauspieler (* 1893)

- 22. Oktober: Henry Bergman, US-amerikanischer Schauspieler (* 1868)

- 07. November: Henry Lehrman, österreichisch-amerikanischer Schauspieler, Regisseur und Produzent (* 1886)
- 18. November: Donald Meek, US-amerikanischer Schauspieler (* 1878)

- 12. Dezember: Renée Falconetti, französische Schauspielerin (* 1892)
- 25. Dezember: W. C. Fields, US-amerikanischer Schauspieler (* 1880)